# هانس بلیکس
هانس بلیکس (سوئدی: Hans Blix زاده ۲۸ ژوئن ۱۹۲۸، اوپسالا) سیاست‌مداری سوئدی است. وی در سال‌های (۱۹۷۸–۱۹۷۹) وزیر امور خارجه سوئد و همچنین در بین سال‌های ۱۹۸۱ تا ۱۹۹۷ سومین دبیر کل آژانس بین‌المللی انرژی اتمی بود.